# Oersoep
Volgens een aantal theorieën over de abiogenese is het leven ontstaan uit een zogenaamde oersoep. De oersoep is een mengsel van organische stoffen en water, dat ontstaan is door reacties in de oeratmosfeer van de aarde. 
De atmosfeer van de aarde bestond eerst voornamelijk uit ammoniak, methaan, waterdamp en waterstof, die stoffen werden door hitte en blikseminslagen afgebroken tot losse ionen, en die ionen vormden onder invloed van elektrische ontladingen organische verbindingen, zoals aminozuren, nucleotiden en koolhydraten. Deze organische verbindingen zouden de basis hebben gevormd voor de eerste primitieve organismen. 
Deze theorie is met name gebaseerd op het beroemde Miller-Urey-experiment uit de jaren 50 van de 20e eeuw.
Heden ten dage is deze hypothese vrijwel volledig verlaten. De oeratmosfeer zou lang niet zo reducerend zijn als men aannam, en de samenstelling ervan zou ook niet overeenkomen met de "ingrediënten" van Miller. De vroegste atmosfeer zou vooral bestaan hebben uit CO2 en H2, de andere vitale bestanddelen voor een dergelijke synthese-scenario zouden afwezig of in slechts veel geringere concentraties aanwezig zijn.
Hoewel deze hypothese dus grotendeels verlaten is, wijst het experiment van Miller er toch op dat het mogelijk is aminozuren te synthetiseren uitgaande van simpele basisingrediënten. Bovendien is inmiddels bewezen dat dit soort aminozuren zich spontaan kunnen verenigen tot een simpel soort eiwitten, proteinoiden. 
Zie voor uitgebreidere informatie over de wetenschappelijke theorieën rondom het ontstaan van het leven: abiogenese.  